# Suisse aux Jeux olympiques d'hiver de 1948
Cet article contient des informations sur la participation et les résultats de la Suisse aux Jeux olympiques d'hiver de 1948 à Saint-Moritz en Suisse. C'est la deuxième fois que les Jeux se passent en Suisse, après ceux de 1928. La Suisse était représentée par 70 athlètes. 
La délégation suisse aux Jeux olympiques d'hiver de 1948 a récolté en tout 3 médailles d'or, 4 d'argent, et 3 de bronze. Elle a ainsi terminé au 3e rang du classement des médailles. Avec 10 médailles, elle est 1re à égalité avec la Norvège et la Suède si l'on ne compte que le nombre de médailles.

## Médailles
| Médaille                            | Nom | Sport               | Compétition                                  | Temps           | Points |
| ----------------------------------- | --- | ------------------- | -------------------------------------------- | --------------- | ------ |
| Médaille d'or, Jeux olympiques      | Edi Reinalter | Ski Alpin           | Slalom spécial, hommes                       | 2:10.3          |        |
| Médaille d'or, Jeux olympiques      | Hedwig Schlunegger | Ski Alpin           | Descente dames                               | 2:28.3          |        |
| Médaille d'or, Jeux olympiques      | Felix Endrich Friedrich Waller | Bobsleigh           | Bob à deux hommes                            | 5:29.2          |        |
| Médaille d'argent, Jeux olympiques  | Karl Molitor | Ski Alpin           | Combiné hommes                               |                 | 6,44   |
| Médaille d'argent, Jeux olympiques  | Antoinette Meyer | Ski Alpin           | Slalom dames                                 | 1:57.7          |        |
| Médaille d'argent, Jeux olympiques  | Fritz Feierabend Paul Eberhard | Bobsleigh           | Bob à deux hommes                            | 5:30.64         |        |
| Médaille d'argent, Jeux olympiques  | Hans Gerschwiler | Patinage artistique | Hommes                                       |                 |        |
| Médaille de bronze, Jeux olympiques | Karl Molitor | Ski Alpin           | Descente hommes, à égalité avec Rolf Olinger | 3:00.3          |        |
| Médaille de bronze, Jeux olympiques | Rolf Olinger | Ski Alpin           | Descente hommes, à égalité avec Karl Molitor | 3:00.3          |        |
| Médaille de bronze, Jeux olympiques | Équipe de Suisse de hockey sur glace \| Hans Bänninger \| \| Hans Dürst \| \| Beat Rüedi \| \| \| Reto Perl \| \| Walter Dürst \| \| Alfred Bieler \| \| \| Emil Handschin \| \| Richard Torriani \| \| Heinrich Lohrer \| \| \| Ferdinand Cattini \| \| Gebhard Poltera \| \| Werner Lohrer \| \| \| Hans Cattini \| \| Ulrich Poltera \| \| Otto Schubiger \| \| \| Heinrich Boller \| \| Hans-Martin Trepp \| \| \| \| | Hockey sur glace    | Hommes                                       |                 | 12     |
| Hans Bänninger                      | | Hans Dürst          |                                              | Beat Rüedi      |        |
| Reto Perl                           | | Walter Dürst        |                                              | Alfred Bieler   |        |
| Emil Handschin                      | | Richard Torriani    |                                              | Heinrich Lohrer |        |
| Ferdinand Cattini                   | | Gebhard Poltera     |                                              | Werner Lohrer   |        |
| Hans Cattini                        | | Ulrich Poltera      |                                              | Otto Schubiger  |        |
| Heinrich Boller                     | | Hans-Martin Trepp   |                                              |                 |        |